# الکس استوکس
 الکس استوکس (انگلیسی: Alex Stokes؛ زاده ۲۷ ژوئن ۱۹۱۹ درگذشته ۵ فوریه ۲۰۰۳) یک فیزیک‌دان اهل بریتانیا بود.